# Hulodinis
Els hulodinis (Hulodini) són una tribu de lepidòpters ditrisis de la família dels erèbids (Erebidae), subfamília Erebinae. Pot estar estretament relacionada amb la tribu Ercheiini, també dins d'Erebinae.

## Gèneres
- Ericeia
- Hulodes
- Lacera
- Speiredonia